# Serra d'Orriols
La Serra d'Orriols és una serra situada al municipis de Bàscara a la comarca de l'Alt Empordà i el de Vilademuls a la comarca de Pla de l'Estany, amb una elevació màxima de 137 metres.